# 金滨良
金滨良（日语：／ Kanehama Ryō，1967年1月13日—），日本前男子摔跤运动员。他曾代表日本参加亚洲摔跤锦标赛，获得二枚铜牌。他也曾参加1988年夏季奥林匹克运动会。